# Leenders Bay Leenders
Leenders/Bay/Leenders war ein Autorentrio, das zwischen 1992 und 2013 Kriminalromane veröffentlichte, deren Handlung hauptsächlich am Niederrhein bzw. in der Umgebung der Stadt Kleve spielt. Die Hauptfiguren sind Polizisten des fiktiven Kriminalkommissariats K1 bzw. später K11. Die Romane erschienen anfangs im Grafit Verlag und seit 2002 im Rowohlt-Verlag. Begleitbücher zu den Romanen erscheinen im Mercator-Verlag.
Das Autorentrio bestand aus dem Arzt Artur Leenders (1954–2020), seiner Frau Hiltrud Leenders (1955–2018) und dem gemeinsamen Freund Michael Bay (geb. 1955). Artur Leenders arbeitete in Kalkar als Chirurg und war von 1999 bis 2014 kommunalpolitisch tätig. Michael Bay, geboren 1955 in Rheine, arbeitet als Diplompsychologe und Psychotherapeut in Bedburg-Hau. Er ist verheiratet und hat drei Kinder. Wie Artur Leenders ist er kommunalpolitisch aktiv und gehört für Bündnis 90/Die Grünen dem Rat der Stadt Kleve an. Zusammen entwarfen die drei die Handlungen für ihre Romane und die Charaktere. Die eigentliche Schreibarbeit übernahm dann Hiltrud Leenders, wobei sie im ständigen Austausch mit ihren Mitautoren stand. Nach 2013 veröffentlichte das Autorentrio keine neuen Bücher mehr. Hiltrud Leenders starb 2018, ihr Mann Artur Leenders 2020.

## Werke
- 1992 – Königsschießen, Grafit-Verlag, Dortmund, ISBN 978-3-89425-029-4
- 1993 – Belsazars Ende, Grafit-Verlag, Dortmund, ISBN 978-3-89425-037-9
- 1994 – Jenseits von Uedem, Grafit-Verlag, Dortmund, ISBN 978-3-89425-045-4
- 1995 – Feine Milde, Grafit-Verlag, Dortmund, ISBN 978-3-89425-057-7
- 1997 – Clara!, Grafit-Verlag, Dortmund, ISBN 978-3-89425-071-3
- 1998 – Eulenspiegel, Grafit-Verlag, Dortmund, ISBN 978-3-89425-210-6
- 1999 – Ackermann tanzt, Grafit-Verlag, Dortmund, ISBN 978-3-89425-225-0
- 2000 – Mörderischer Niederrhein, Mercator-Verlag, Duisburg, ISBN 978-3-87463-413-7
- 2000 – Die Schatten schlafen nur, Grafit-Verlag, Dortmund, ISBN 978-3-89425-244-1
- 2002 – Augenzeugen, Rowohlt Taschenbuch Verlag, Reinbek bei Hamburg, ISBN 978-3-499-23281-7
- 2004 – Die Schanz, Rowohlt Taschenbuch Verlag, Reinbek bei Hamburg, ISBN 978-3-499-23280-0
- 2006 – Gnadenthal, Rowohlt Taschenbuch Verlag, Reinbek bei Hamburg, ISBN 978-3-499-24001-0
- 2006 – Jenseits von Uedem (Hörbuch, gelesen von Vlad Chiriac), Grafit-Verlag, Dortmund, ISBN 978-3-86667-026-6
- 2007 – Mörderischer Niederrhein. Ein Krimireiseführer zu den Tatorten, 2., überarbeitete Auflage, Mercator-Verlag, Duisburg, ISBN 978-3-87463-413-7
- 2007 – Die Burg, Rowohlt Taschenbuch Verlag, Reinbek bei Hamburg, ISBN 978-3-499-24199-4
- 2007 – Ackermann kocht. Mörderische Rezepte vom Trio Criminale, Mercator-Verlag, Duisburg, ISBN 978-3-87463-416-8
- 2009 – Kesseltreiben, Rowohlt Taschenbuch Verlag, Reinbek bei Hamburg, ISBN 978-3-499-24949-5
- 2011 – Totenacker, Rowohlt Taschenbuch Verlag, Reinbek bei Hamburg, ISBN 978-3-499-25525-0
- 2011 – Lavendel gegen Ameisen Rowohlt Taschenbuch Verlag, Reinbek bei Hamburg, ISBN 978-3-499-25836-7 (Inhaltlich der erste Teil, wurde aber erst spät veröffentlicht)
- 2012 –  Grenzgänger Rowohlt Taschenbuch Verlag, Reinbek bei Hamburg, ISBN 978-3-499-25841-1 (Inhaltlich der 2. Teil, verspätet veröffentlicht)
- 2013 – Spießgesellen Rowohlt Taschenbuch Verlag, Reinbek bei Hamburg, ISBN 978-3-499-25984-5.